# Karel Ančerl
Karel Ančerl est un chef d'orchestre tchécoslovaque, né le 11 avril 1908 à Tučapy (Bohême) et mort le 3 juillet 1973 à Toronto à l'âge de 65 ans.

## Biographie

### Les débuts
Après des études de violon, de composition et de direction d'orchestre au Conservatoire de Prague de 1925 à 1929 où il est élève de Alois Hába, il est remarqué par le grand chef tchèque Václav Talich dont il devint le disciple. En 1930, il dirige pour la première fois l'Orchestre philharmonique tchèque en interprétant sa propre Sinfonietta pour orchestre en tant que performance dans le cadre de ses études supérieures. Hermann Scherchen en fait son assistant de 1929 à 1931 à Berlin puis à Munich.
Il retourne en Tchécoslovaquie, y acquiert une certaine notoriété avec sa direction de l'orchestre de jazz du Théâtre libéré (1930 à 1933). Il est engagé à la radio de Prague où dans un premier temps, on lui confie essentiellement des travaux de régisseur et quelques remplacements. C'est lors de l'un de ces remplacements, que sa direction de la difficile 3e Symphonie de Sergueï Prokofiev lui attira attention et reconnaissance et lui valut une invitation à l'Orchestre philharmonique tchèque ainsi qu’à un festival de musique international à Barcelone. Il travaille à l'Orchestre symphonique de la radio de Prague de 1933 à 1939.

### Occupation allemande
Pendant l'Occupation, au début de la Seconde Guerre mondiale, les nazis ferment le Théâtre libéré jugé trop avant-gardiste. Karel Ančerl est licencié de la radio et travaille comme ouvrier forestier près de son lieu de naissance. Par la suite, il est emprisonné à Tábor par la Gestapo, puis travaille comme ouvrier dans l'entreprise Teerag à Soběslav. Le 12 novembre 1942, lui et son épouse sont déportés dans le camp de concentration de Theresienstadt. Après la conférence de Wannsee (1942), ce camp devient un ghetto pour les juifs âgés, ceux qui ont participé à la Première Guerre mondiale ou des personnalités juives qui ne peuvent s'exiler facilement. Karel Ančerl participe aux activités musicales du camp.
La propagande nazie va tourner un film dans ce ghetto voulant démontrer la magnanimité des forces d'occupation vis-à-vis des juifs et berner la Commission internationale de la Croix-Rouge. Dans ce film Le Führer offre une ville aux Juifs ; c'était si beau à Terezin, Ančerl dirige les artistes instrumentistes ou chanteurs qui sont ses compagnons : ils sont acteurs dans de faux décors. Après ce tournage, leur vie va devenir plus difficile : beaucoup vont être internés à Auschwitz ou dans les camps de l'est. D'autres artistes de Terezin ne survivront pas : Viktor Ullmann, élève d'Arnold Schönberg, Gideon Klein, compositeur et pianiste, Rudolf Karel, Hans Krása, grands compositeurs, Pavel Haas (élève de Leoš Janáček) et d'autres artistes ou instrumentistes de haut niveau.
Malgré ces conditions de vie très dures, le refuge dans l'art et la vie artistique intense, préservés par les habitants du ghetto, ont permis à Karel Ančerl de ne pas sombrer dans le désespoir et de conserver sa dignité. Transféré à Auschwitz le 16 octobre 1944, il en réchappe, quoique très affaibli ; mais sa femme et son fils y sont gazés.

### L'Orchestre philharmonique tchèque
Après la guerre, il rentre à Prague, reprend la direction de l'Orchestre de la radio et dirige l'orchestre de l'Opéra jusqu'en 1950. Le 20 octobre 1950, il prend la direction de l'Orchestre philharmonique tchèque comme successeur de Talich qui en a été écarté en raison de son positionnement ambigu lors de l'occupation allemande. Il pérennise l'action de Talich et l'orchestre devint avec Ančerl l'un des meilleurs du monde. En cette période de Guerre froide il faut cependant attendre 1956 pour que l'orchestre puisse jouer à l'étranger. Il va en rester le chef jusqu'en 1968.

### Après le Printemps de Prague
Avec les événements de 1968 et l'occupation soviétique qui s'ensuit, il choisit de persévérer dans sa collaboration avec l'Orchestre symphonique de Toronto. Il dirige une dernière fois l'Orchestre philharmonique tchèque au printemps 1969. Un temps pressenti pour succéder à Charles Munch à l'Orchestre de Paris, Herbert von Karajan lui est finalement préféré. Les plus grands solistes vont jouer avec lui à Toronto, tels Mstislav Rostropovitch, Glenn Gould et Henryk Szeryng. Invité régulier de l'orchestre du Concertgebouw d'Amsterdam, il y dirigera une douzaine de fois entre 1966 et 1970. Il meurt des suites d'un cancer en 1973.

## Son art
Sa direction d'orchestre est affinée jusqu'à la transparence, toute de rigueur limpide, de simplicité pour rendre les partitions compréhensibles et les décharger de la tradition interprétative d'autres chefs plus illustres ; à cet égard, il est l'un des plus grands chefs d'orchestre du XXe siècle.
Parmi ses élèves, on peut compter Zdeněk Košler (décédé en 1995), et Martin Turnovsky, tous deux récompensés au prestigieux Concours international de jeunes chefs d'orchestre de Besançon (1959 et 1960).
Référence absolue dans le répertoire tchèque, en particulier dans de grandioses disques Martinů et Janáček, il a soutenu ses contemporains tels Jan Hanus ou Miloslav Kabeláč. Mozart, Beethoven, Brahms et les compositeurs russes faisaient également partie de ses compositeurs favoris.

## Discographie sélective
Karel Ančerl a principalement enregistré pour le label tchèque Supraphon, avec son orchestre de la philharmonique tchèque. Lorsqu'il était chef invité à l'étranger, il a gravé pour Decca (Symphonique de Vienne 1958‑1959), Deutsche Grammophon (Philharmonie de Berlin) ou dans le cadre de concerts publiés plus tard : par exemple la WDR de Cologne ou Tahra (orchestres du Concertegebouw, Gewandhaus et radio de Berlin, 1957–1970). La radio Tchèque a publié avec Supraphon un coffret de quinze disques, consacré aux bandes radio de concerts allant des années 1950 à la fin des années 1960, qui donne un large panorama du répertoire tant classique que tchèque et russe du chef. 
Après son exil, la CBC a publié quelques disques. IMG Artists/EMI a inauguré le premier volume de sa collection sur les « Grands chefs du XXe siècle », par un double disque, majoritairement consacré au répertoire tchèque (Novák, Krejčí, Janáček, Smetana, Mácha, Dvořák et Martinů). Les dates présentées, sont celles de l'enregistrement.
- Brahms, Symphonie no 1 (1962), Symphonie no 2 (1967) – Orchestre philharmonique tchèque ;
- Brahms, Concerto pour violon et violoncelle Josef Suk (violon) André Navarra (violoncelle) Philharmonie tchèque;
- Chostakovitch, Symphonie no 1 (1964), Symphonie no 5 (1961), Symphonie no 7 (1957), Symphonie no 10 (1955) – Orchestre philharmonique tchèque ;
- Dvořák, Symphonie no 6 (1966), Symphonie no 9 « du nouveau monde » (5-6 décembre 1961) – Orchestre philharmonique tchèque ;
- Dvořák, Concerto pour violon (1960) – Josef Suk ; Orchestre philharmonique tchèque ;
- Dvořák, Danses slaves – Orchestre du Gewandhaus de Leipzig
- Dvořák, Requiem op. 89 (1964) – Elisabeth Rose (soprano), Gertraud Prenzlow (contralto), Peter Schreier (ténor) et Theo Adam (basse) ; Chœurs et Orchestre symphonique de la radio de Berlin (DG) ;
- Janáček, Sinfonietta (1961), Tarass Boulba (1961), Messe glagolitique (1963) – Orchestre philharmonique tchèque ;
- Mahler, Symphonie no 1  (1964), Symphonie no 9 (1966) – Orchestre philharmonique tchèque ;
- Mendelssohn, Concerto n°2 pour violon et orchestre en mi mineur, op. 64 ; Le Songe d'une nuit d'été, ouverture, op. 21 ; Les Hébrides (la grotte de Fingal), ouverture, op. 26 ; Mer calme et Heureux voyage, ouverture, op. 27 - Orchestre Philharmonique Tchèque, dir. Karel Ancerl, violon Josef Suk ; Orchestre Symphonique de Prague, dir. Vaclav Smetacek(CLA-CD 117, Les Genies du Classique)
- Prokofiev, Cantate Alexandre Nevski, op. 78 ; Symphonie-Concerto pour violoncelle, op. 125 – Věra Soukupová, mezzo soprano ; André Navarra, violoncelle ; Chœur et Orchestre philharmonique tchèque (février 1962 ; 1965, Supraphon) (OCLC 57488838)
- Smetana, Ma patrie – Orchestre philharmonique tchèque (10 janvier 1963, Supraphon) (OCLC 635955371) — Une production en vidéo du 12 mai 1968 est parue avec le Concerto de Beethoven (Henryk Szeryng, violon) et un documentaire de 30 min de Hans Jacob Krijt « Qui est Karel Ančerl ? » (OCLC 261350780) ;
- Stravinsky, Le Sacre du printemps (1963), Petrouchka (1962) ; Œdipus rex ; Symphonie de Psaumes (1965) – Orchestre philharmonique tchèque.
- Beethoven, Concerto pour piano no 5 – Glenn Gould, piano ; Orchestre symphonique de Toronto (« Concert du bicentenaire », 9 décembre 1970, Sony SMK52687) (OCLC 786432851) — Également publié en vidéo.

## Hommages
L'astéroïde (21801) Ančerl, découvert en 1999, est nommé en son honneur.